# Coregonus atterensis
Coregonus atterensis es una especie de pez de la familia Salmonidae en el orden de los Salmoniformes.

## Morfología
- Los machos pueden llegar alcanzar los 40 cm de longitud total.[2][3]

## Alimentación
Come zoo plancton e invertebrados bentónicos.

## Hábitat
Vive entre 10-30 m de profundidad.

## Distribución geográfica
Se encuentra en Europa: lagos lago Attersee y lago Mondsee (Austria).